# Kamal Miller
Kamal Anthony Miller (Scarborough, Ontario, Canadá, 16 de mayo de 1997) es un futbolista canadiense que juega en la posición de defensa en el Portland Timbers de la Major League Soccer.

## Trayectoria

### Inicios
Miller jugó con los Syracuse Orange de la Universidad de Siracusa entre 2015 y 2018. Entre 2016 y 2017 formó parte del K-W United FC de la USL PDL y en 2018 disputó 9 partidos con el Reading United.

### Orlando City
El 11 de enero de 2019 fue seleccionado por el Orlando City en el puesto 27º del SuperDraft de la MLS 2019. Firmó contrato con el club el 1 de marzo de 2019, y debutó profesionalmente al día siguiente en el empate 2-2 contra el New York City FC. Orlando no renovó su contrato al término de la temporada 2020.

### Montreal Impact
Miller fue seleccionado por el Austin FC en el Draft de Expansión de la MLS 2020, de inmediato fue intercambiado al Montreal Impact.

### Inter de Miami
El 12 de abril de 2023, Miller fichó por el Inter de Miami junto con $1,3 millones de dólares en fondos de asignación general a cambio de Bryce Duke y el extremo Ariel Lassiter. Hizo su debut el 22 de abril contra el Houston Dynamo y ganó la Leagues Cup 2023 en Nashville.

## Selección nacional
Miller fue internacional a nivel juvenil con la selección de Canadá sub-20, y jugó en el Campeonato Sub-20 de la Concacaf de 2017.
Recibió su primera llamada a la selección adulta de Canadá el 18 de marzo de 2019 para el encuentro contra Guayana Francesa de la clasificación para la Liga de Naciones Concacaf 2019-20. En junio de 2019 formó parte del plantel que disputó la Copa de Oro de la Concacaf 2019, donde fue su debut a nivel adulto en la victoria por 7-0 contra Cuba en el último partido de la fase de grupos.

### Participaciones en Copas América
| Torneo            | Sede           | Resultado     | Partidos | Goles |
| ----------------- | -------------- | ------------- | -------- | ----- |
| Copa América 2024 | Estados Unidos | Cuarto puesto | 2        | 0     |

## Estadísticas

### Clubes
Actualizado al último partido disputado en la temporada 2024.
| Club                              | Div.          | Temporada     | Liga  | Liga  | Copas nacionales | Copas nacionales | Copas internacionales | Copas internacionales | Total | Total |
| Club                              | Div.          | Temporada     | Part. | Goles | Part.            | Goles            | Part.                 | Goles                 | Part. | Goles |
| --------------------------------- | ------------- | ------------- | ----- | ----- | ---------------- | ---------------- | --------------------- | --------------------- | ----- | ----- |
| Orlando City S. C. Estados Unidos | 1.ª           | 2019          | 16    | 0     | 0                | 0                | ―                     | ―                     | 16    | 0     |
| Orlando City S. C. Estados Unidos | 1.ª           | 2020          | 14    | 0     | ―                | ―                | ―                     | ―                     | 14    | 0     |
| Orlando City S. C. Estados Unidos | Total club    | Total club    | 30    | 0     | 0                | 0                | 0                     | 0                     | 30    | 0     |
| C. F. Montréal · Canadá           | 1.ª           | 2021          | 27    | 1     | 1                | 0                | ―                     | ―                     | 28    | 1     |
| C. F. Montréal · Canadá           | 1.ª           | 2022          | 29    | 2     | 0                | 0                | 4                     | 0                     | 33    | 2     |
| C. F. Montréal · Canadá           | 1.ª           | 2023          | 6     | 0     | ―                | ―                | ―                     | ―                     | 6     | 0     |
| C. F. Montréal · Canadá           | Total club    | Total club    | 62    | 3     | 1                | 0                | 4                     | 0                     | 67    | 3     |
| Inter de Miami Estados Unidos     | 1.ª           | 2023          | 22    | 0     | 6                | 0                | 7                     | 0                     | 35    | 0     |
| Inter de Miami Estados Unidos     | Total club    | Total club    | 22    | 0     | 6                | 0                | 7                     | 0                     | 35    | 0     |
| Portland Timbers Estados Unidos   | 1.ª           | 2024          | 24    | 0     | ―                | ―                | 2                     | 0                     | 26    | 0     |
| Portland Timbers Estados Unidos   | Total club    | Total club    | 24    | 0     | 0                | 0                | 2                     | 0                     | 26    | 0     |
| Total carrera                     | Total carrera | Total carrera | 138   | 3     | 7                | 0                | 13                    | 0                     | 158   | 3     |

### Selección nacional
| Absoluta · Canadá                                 | 2019  | - | - | 3 | 0 | - | - | 3 | 0 |
| Absoluta · Canadá                                 | 2020  | 2 | 0 | - | - | - | - | 2 | 0 |
| Absoluta · Canadá                                 | Total | 2 | 0 | 3 | 0 | 0 | 0 | 5 | 0 |
| (1) Incluye los partidos de la Copa de Oro (2019) |       |   |   |   |   |   |   |   |   |

## Palmarés

### Títulos nacionales
| Título                          | Club           | País   | Año  |
| ------------------------------- | -------------- | ------ | ---- |
| Campeonato Canadiense de Fútbol | C. F. Montréal | Canadá | 2021 |

### Títulos internacionales
| Título      | Club           | Sede           | Año  |
| ----------- | -------------- | -------------- | ---- |
| Leagues Cup | Inter de Miami | Estados Unidos | 2023 |